# Jordan Díaz
Jordan Alejandro Díaz Fortún, född 23 februari 2001 på Kuba, är en spansk friidrottare som tävlar i tresteg.

## Karriär
Vid europamästerskapen i friidrott 2024 tog han guld i tresteg med ett hopp som mätte 18,18 meter, vilket är det tredje längsta hoppet genom tiderna. Vid OS 2024 tog han guld i tresteg.